# The Korea Times
The Korea Times – południowokoreański dziennik. Ukazuje się w języku angielskim. Został założony w 1950 roku.